# Citlaltépetl

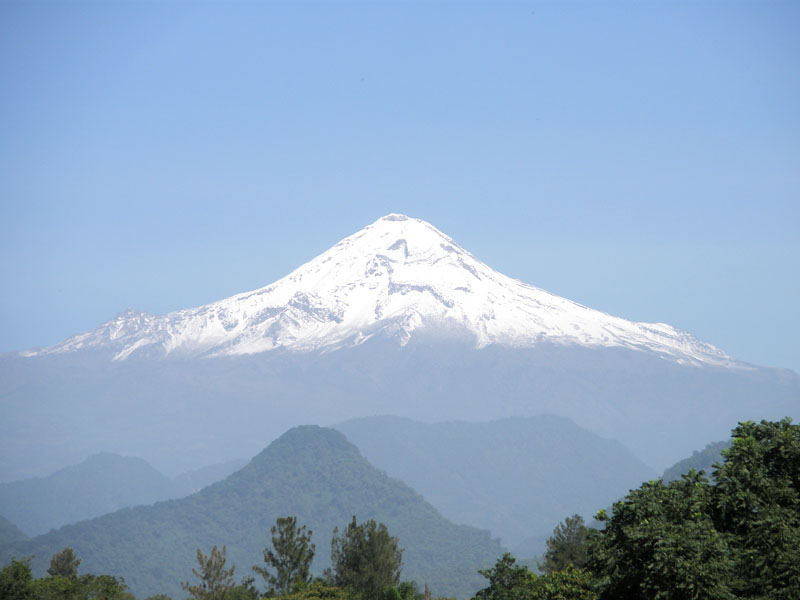
Pico de Orizaba.

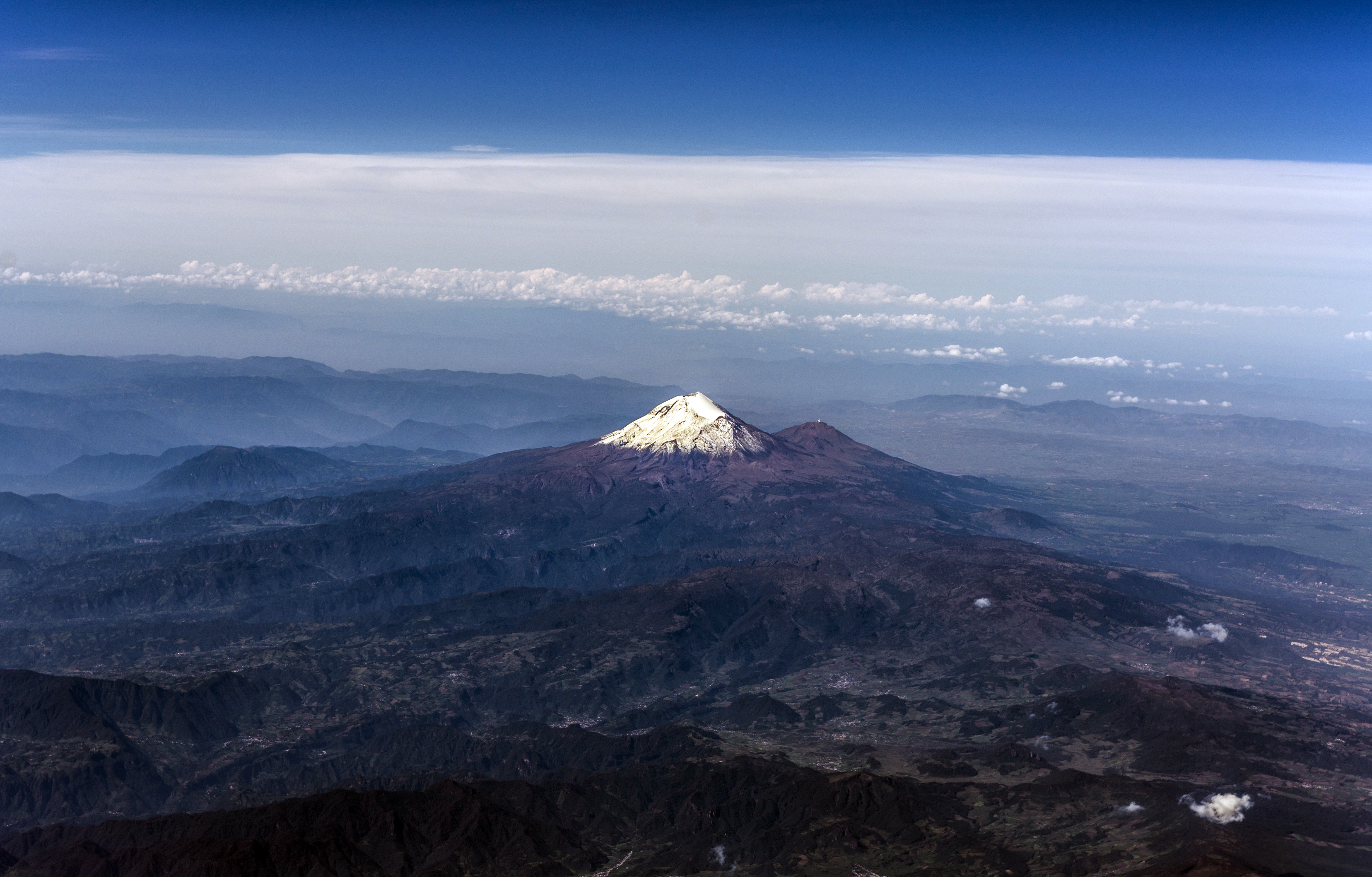
Pico de Orizaba.

El Citlaltépetl o Pico de Orizaba (del náhuatl: Sitlaltepetl ‘estrella-monte-ABS’‘Monte de la Estrella’) es un volcán inactivo de extrema altura, ubicado entre los estados de Veracruz y Puebla. Es la montaña más alta de México y el volcán más alto de Norteamérica con una altitud de 5636 m s. n. m., la tercera montaña más alta de América del Norte, el único del mundo con lava congelada en su interior y la séptima montaña más prominente del mundo con 4922 metros, por lo que también es el segundo volcán más prominente de la tierra después del monte Kilimanjaro en África. El pico de Orizaba es un volcán con normalidad según el semáforo sísmico. 
El volcán forma parte de dos sistemas orográficos: El Eje Neovolcánico, que alberga a otras de las elevaciones más altas de México, como el Popocatépetl y el Iztaccíhuatl, y la sierra Madre Oriental, que recorre a México de norte a sur desde el río Bravo hasta el centro del estado de Veracruz generalmente siguiendo una dirección paralela al golfo de México. Su cima está cubierta por nieve durante todo el año debido a su gran altura.
Durante el transcurso de los meses de octubre a abril comienza la temporada de ascensos. Los alpinistas experimentados y aficionados buscan subir hasta la cima del volcán; no obstante, según los expertos en ascensos, el cambio climático ha provocado una serie de alteraciones ambientales en el Citlaltépetl, volviendo cada vez más difícil el "conquistar" el pico de Orizaba.

## Toponimia
Es sabido que el primer nombre que tuvo el volcán en la época prehispánica fue Poyawtekatl, que significa «el que está donde oscurece». Es posible que el nombre náhuatl actual, Citlaltépetl, haya sido inventado por un hispanohablante que tenía conocimientos sobre la lengua, pero que no conocía el nombre local.
El nombre Sitlaltepetl proviene del náhuatl sītlalin ('estrella') y tepētl ('montaña o monte') que en conjunto significa monte de la estrella. Sin embargo, en náhuatl de Orizaba en realidad se le conoce con el nombre de Istaktepetl ('monte blanco') y no como Sitlaltepetl, por lo que el primero es el verdadero nombre local.
Una referencia de los pobladores cercanos de la zona de Coscomatepec, es que el nombre de cerro de la estrella le fue dado por una curiosidad en el cielo, ya que desde la ciudad de Coscomatepec (cara este) en las estaciones de otoño e invierno, puede verse en el firmamento el planeta Venus como la estrella más grande, la cual se pone sobre el cráter del volcán según avanza la noche, de ahí que también en la región exista la antigua leyenda de Quetzalcóatl.
En la época del virreinato, fue conocido también como Cerro de San Andrés, por la cercana población de San Andrés Chalchicomula (hoy Ciudad Serdán), ciudad poblana que se encuentra incluso más cercana que Orizaba en Veracruz.[cita requerida]

## Glaciares

Principales picos y glaciares del Pico de Orizaba.

El Pico de Orizaba es uno de los tres únicos volcanes de México que siguen manteniendo glaciares y alberga el mayor glaciar de México, el Gran Glaciar Norte. Orizaba tiene nueve glaciares conocidos: Gran Glaciar Norte, Lengua del Chichimeco, Jamapa, Toro, Glaciar de la Barba, Noroccidental, Occidental, Suroccidental y Oriental. La altitud de la línea de equilibrio (ELA) no se conoce para Orizaba. La nieve en los lados sur y sureste del volcán se derrite rápidamente debido a la radiación solar, pero las temperaturas más bajas en los lados noroeste y norte permiten la formación de glaciares. El ángulo de insolación y la redistribución del viento en los lados noroeste y norte permiten una acumulación constante de nieve que proporciona una fuente para los glaciares de salida. En el lado norte de Orizaba, el Gran Glaciar Norte llena la cuenca alargada de las tierras altas y es la fuente de siete glaciares de salida. El glaciar principal se extiende 3,5 km al norte del borde del cráter, tiene una superficie de unos 9,08 km² y desciende desde los 5650 m hasta los 5000 m aproximadamente. Tiene un perfil ligeramente irregular y escalonado que se debe en parte a la configuración de la roca madre. La mayoría de las grietas muestran un espesor de hielo de aproximadamente 50 m (160 pies).

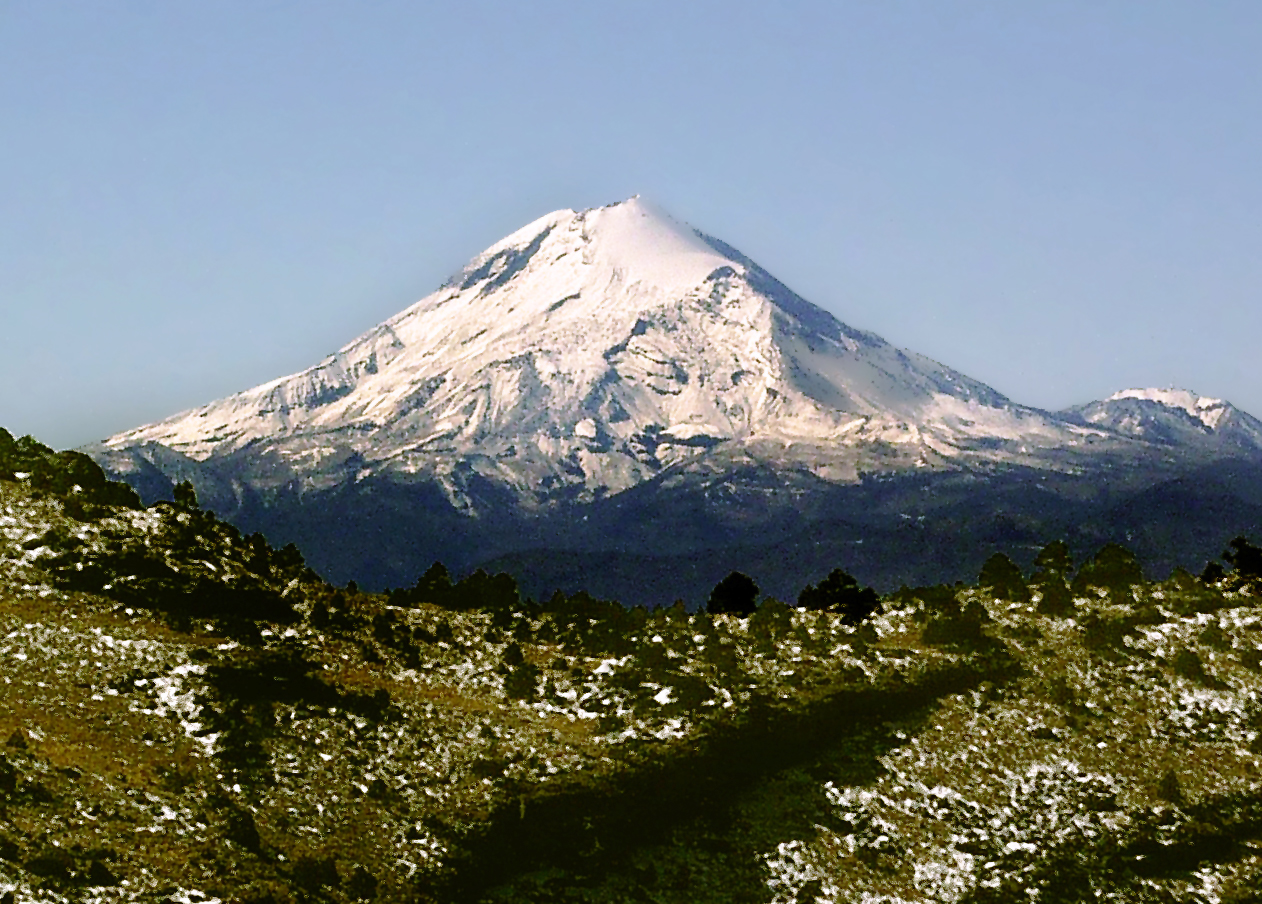
Pico de Orizaba mirando al sur desde la cima del Cofre de Perote.

Por debajo de los 5000 m (16 000 pies) de elevación en el lado norte del volcán, los glaciares de salida Lengua del Chichimeco y Jamapa se extienden hacia el norte y noroeste otros 1,5 km y 2 km, respectivamente. El lóbulo terminal de Lengua del Chichimeco, a 4740 m, con una pendiente de sólo 140 m/km, es un abanico de hielo bajo y ancho que tiene un perfil convexo ascendente, un frente típico de casi todos los glaciares mexicanos. El glaciar más marcado es el Glaciar de Jamapa, que sale del Gran Glaciar Norte a unos 4975 m y, tras 2 km con una pendiente de 145 m/km, se divide en dos pequeñas lenguas que terminan a 4650 m y 4640 m. Ambas lenguas terminan en amplios abanicos de hielo convexos hacia arriba que se adelgazan a lo largo de sus bordes. El retroceso de estas lenguas antes de 1994 produjo mucha erosión aguas abajo y enterró sus bordes con restos de roca de ablación.

### Dimensiones

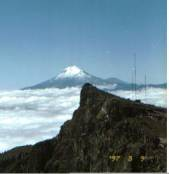
El Pico de Orizaba visto desde la cima del Nauhcampatépētl (Cofre de Perote).

Además de ser con sus 5636 metros la mayor elevación de la república mexicana, el Pico de Orizaba también es el tercero entre las montañas más altas de América del Norte, tan sólo superado por el Denali (anteriormente denominado Monte McKinley) en Alaska, con 6145 metros y el monte Logan, en el territorio del Yukón (Canadá), con 5958 metros.
Su cráter es elíptico: su eje mayor mide unos 478 metros, mientras que el menor mide unos 410 metros. La superficie del cráter es de 154 830 m² (15,5 ha), y su profundidad es de 300 metros.

### Clima

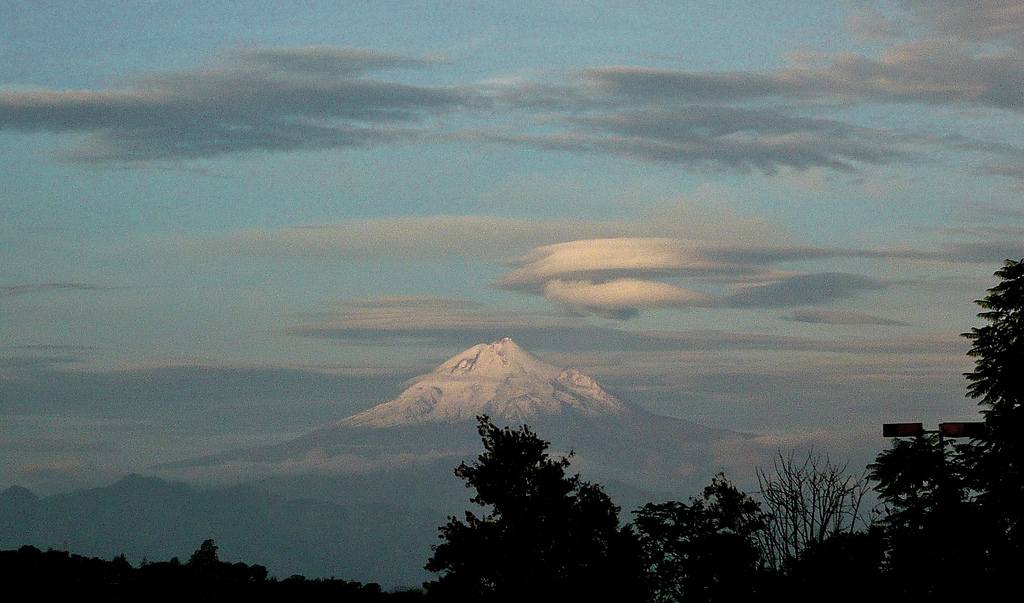
El Pico de Orizaba visto desde Xalapa, Veracruz.

Las características climáticas del Pico de Orizaba y de la Sierra Madre Oriental son bastante variadas, debido sobre todo a la altitud y la vertiente. Los tipos climáticos predominantes son: el templado húmedo, el templado subhúmedo y el frío.
En las faldas del volcán en épocas de otoño e invierno las heladas son frecuentes así como las nevadas en menor escala, esto debido a la altura persistente aún en las faldas de este volcán que a su vez limita y dificulta el crecimiento de vegetación en la zona.
El templado húmedo predomina en la vertiente oriental, entre los 2200 y los 3200 m s. n. m. Es un clima templado regular, con lluvias todo el año. En otoño e invierno se registran con cierta frecuencia heladas y nevadas. También son frecuentes las neblinas o nubes bajas. La estación más seca es la primavera, donde se registran las temperaturas más altas de todo el año, generalmente en el mes de abril.
El templado subhúmedo predomina en la vertiente occidental, arriba de los 2600 m s. n. m. Es muy parecido al anterior, pero difieren en el régimen pluviométrico: el verano es lluvioso, mientras que el invierno es seco.
El clima frío predomina entre los 3200 y los 4300 m de altitud. La temperatura media anual oscila entre los 2 y los 5 °C (35,6 °F). Gran parte de las precipitaciones son en forma de nieve.
En las zonas superiores a los 4300 metros de altura predomina un clima más frío que el anterior, con una temperatura media anual menor a -2 °C. Las precipitaciones son casi exclusivamente en forma de nieve. Además, es común que sople allí el denominado "viento blanco" o borrasca de nieve, que en ocasiones dura varios días. La superficie ocupada por el clima frío en el Pico es de unos 31 km², zona que abarca el cono volcánico y una pequeña faja a su alrededor.
El clima calculado a 5747 m s. n. m. es el siguiente:
| Parámetros climáticos promedio de Pico de Orizaba | Parámetros climáticos promedio de Pico de Orizaba | Parámetros climáticos promedio de Pico de Orizaba | Parámetros climáticos promedio de Pico de Orizaba | Parámetros climáticos promedio de Pico de Orizaba | Parámetros climáticos promedio de Pico de Orizaba | Parámetros climáticos promedio de Pico de Orizaba | Parámetros climáticos promedio de Pico de Orizaba | Parámetros climáticos promedio de Pico de Orizaba | Parámetros climáticos promedio de Pico de Orizaba | Parámetros climáticos promedio de Pico de Orizaba | Parámetros climáticos promedio de Pico de Orizaba | Parámetros climáticos promedio de Pico de Orizaba | Parámetros climáticos promedio de Pico de Orizaba |
| Mes                                               | Ene.                                              | Feb.                                              | Mar.                                              | Abr.                                              | May.                                              | Jun.                                              | Jul.                                              | Ago.                                              | Sep.                                              | Oct.                                              | Nov.                                              | Dic.                                              | Anual                                             |
| ------------------------------------------------- | ------------------------------------------------- | ------------------------------------------------- | ------------------------------------------------- | ------------------------------------------------- | ------------------------------------------------- | ------------------------------------------------- | ------------------------------------------------- | ------------------------------------------------- | ------------------------------------------------- | ------------------------------------------------- | ------------------------------------------------- | ------------------------------------------------- | ------------------------------------------------- |
| Temp. máx. media (°C)                             | -2.7                                              | -0.7                                              | 0.3                                               | 2.3                                               | 1.3                                               | -0.7                                              | -1.7                                              | -1.7                                              | -1.7                                              | -1.7                                              | -2.7                                              | -2.7                                              | -1.0                                              |
| Temp. media (°C)                                  | -9.2                                              | -7.7                                              | -6.7                                              | -4.7                                              | -4.2                                              | -5.2                                              | -6.2                                              | -6.2                                              | -5.7                                              | -6.2                                              | -7.7                                              | -8.7                                              | -6.5                                              |
| Temp. mín. media (°C)                             | -21.2                                             | -18.8                                             | -15.7                                             | -12.8                                             | -10.7                                             | -9.7                                              | -10.7                                             | -10.7                                             | -9.7                                              | -10.7                                             | -12.7                                             | -14.7                                             | -12.0                                             |
| Lluvias (mm)                                      | 7                                                 | 11                                                | 15                                                | 50                                                | 115                                               | 184                                               | 141                                               | 151                                               | 161                                               | 69                                                | 21                                                | 6                                                 | 931                                               |
| Fuente: 6 de octubre de 2011                      |                                                   |                                                   |                                                   |                                                   |                                                   |                                                   |                                                   |                                                   |                                                   |                                                   |                                                   |                                                   |                                                   |

### Glaciares y efectos del cambio climático

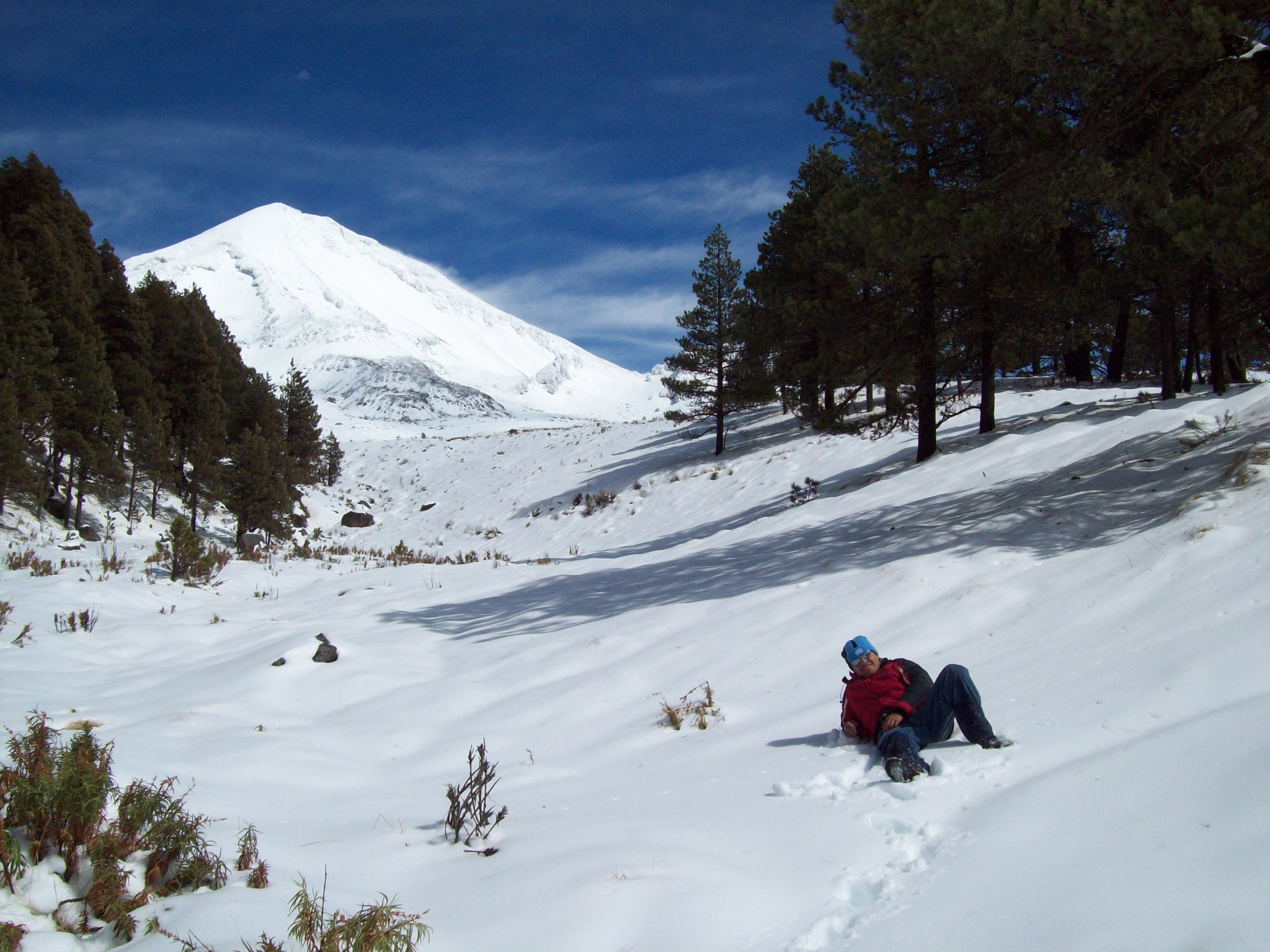
En las faldas del Pico de Orizaba, hay grandes posibilidades de practicar deportes invernales, actualmente solo se practica el montañismo.

En 1985, el Pico de Orizaba contaba aún con 14 glaciares. Actualmente el volcán sólo conserva los siguientes:
- Glaciar Jamapa
- Glaciar del Chichimeco
- Glaciar Occidental
- Glaciar Oriental

El sistema de glaciares del Pico de Orizaba es de vital importancia para las comunidades aledañas al volcán debido a que el derretimiento moderado y natural de los volcanes permite el reabastecimiento de los manantiales y pozos de la zona.
Sin estos glaciares se perdería la fuente de aguas a los ríos que alimentan a poblaciones cercanas.
En 2014 se advirtió que solo quedan dos glaciares en la montaña debido a los efectos de contaminación, deforestación y cambio de uso de suelo.

## Historia
Los cálculos geológicos más aproximados indican que su primera erupción tuvo lugar hace varios millones de años. Debido a que la erupción tuvo lugar en un elevado pliegue de la Sierra Madre Oriental, a unos 3000 m s. n. m., el volcán alcanzó una gran altitud.
Aunque es seguro que tuvo erupciones antes de la conquista española en 1521, y que tales erupciones fueron registradas en los códices prehispánicos, los documentos de las mismas se han perdido.
Después de la conquista española, el Pico de Orizaba ha tenido manifestaciones volcánicas en 1537, 1545, 1559, 1566, 1569, 1613, 1630, 1687 y 1876. A partir de entonces ha permanecido inactivo, la erupción llegó muy lejos, las ciudades donde hay rocas y vestigios de destrucción han sido Ciudad Serdán y Atzitzintla (antiguo poblado de Atzitzintla, destruido en 1687 por la mayor erupción del volcán Pico de Orizaba).
Ya en la época de México independiente, el Pico de Orizaba fue explorado, aunque no escalado, por Enrique Galeotti en 1839. Y en 1848 fue escalado por primera vez por el alpinista francés Alejandro Doignon. Además, en la segunda mitad del siglo XIX fue explorado por numerosos científicos y estudiosos, entre los que destaca el botánico alemán Hugo Fink, quien suministró numerosos datos sobre la flora del volcán. En 1873, Martin Tritschler, padre de los arzobispos mexicanos Martín y Guillermo Tritschler y Córdova, llegó a la cumbre y enarboló la bandera de México en su cima.
A fin de proteger la belleza natural de la región, el presidente Lázaro Cárdenas del Río dispuso el 16 de diciembre de 1936 la creación del parque nacional Pico de Orizaba de 197,5 km² (19 750 ha) que engloba el cono volcánico y su área circundante, incluyendo parte de los municipios de Tlachichuca, Ciudad Serdán, La Perla, Mariano Escobedo y Calcahualco, entre otros. El decreto entró en vigencia el 4 de enero de 1937.

## Leyendas

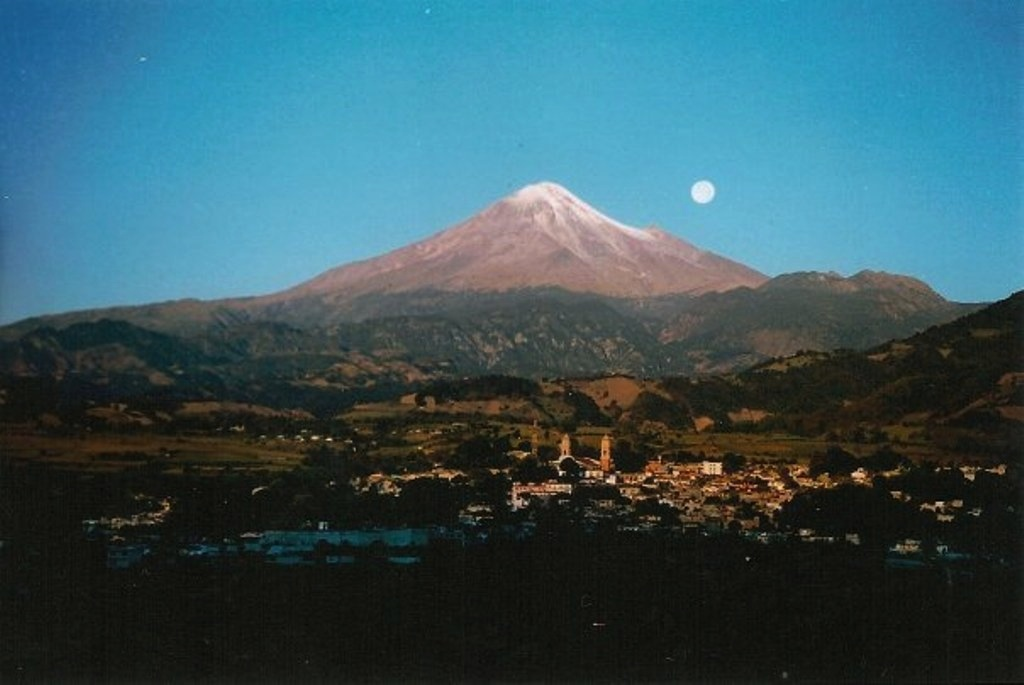
Panorámica de la ciudad de Coscomatepec y al fondo el Pico de Orizaba.

Cuando Quetzalcoatl se convirtió en el Pico de Orizaba
Una de las tantas hermosas leyendas tejidas alrededor de Quetzalcóatl, Serpiente Emplumada, Señor de la Sabiduría, del bien y de los vientos, tiene que ver con el nombre que en la actualidad se le da a la cumbre nevada guardián de Coscomatepec Pueblo Mágico: el Citlaltépetl. Nadie supo de dónde y cómo llegó Quetzalcóatl, a Tollan, metrópoli de los toltecas, profetizó allí la venida a estas tierras de hombres blancos y barbados procedentes del oriente. Este sacerdote, hombre cargado de sabiduría y de prudencia, se convirtió en el guía de ese pueblo, al que llevó a las excelsitudes del progreso en todos los órdenes. Pero los toltecas fueron apartándose del recto camino que les trazara y pronto se entregaron invencibles al placer de los sentidos a la pereza y a los vicios. Inútiles fueron las luchas del esforzado varón para redimirlos, y desilusionado huyó de Tollán. 
Fue un largo peregrinar por los pueblos desde Puebla a Veracruz, hasta llegar a las candentes playas del oriente.
Contempló allí la inmensidad azul de las aguas marinas; formó después una gran pira (hoguera en que antiguamente se quemaban los cuerpos de los difuntos y las víctimas de los sacrificios) con los maderos arrastrados a la arena por el vaivén de las olas, y en el holocausto sublime, por el bienestar de todos los hombres, se aventó a ella. Pronto el cuerpo del sacerdote se consumió y de las cenizas surgió su corazón transformado en estrella. Las avecillas canoras entonaron sus trinos más delicados al ver que esa estrella, el refulgente lucero de la mañana, Venus, se elevó a los cielos yendo a posarse en los más alto de las nieves perpetuas del' majestuoso Poyautécatl. Desde entonces ese coloso nevado, vigía de las tierras de Anáhuac, tomó el nombre de: Citlaltépetl, Cerro de la Estrella. Diariamente Venus aparece en las mañanas por el oriente, va ascendiendo al firmamento y al caer la tarde luce radiante al lado del Citlaltépetl; al normalmente llamado Pico de Orizaba.
El Prof. Genaro Solís, cronista de Coscomatepec, en relación con esta leyenda nos dice que Quetzalcóatl en su peregrinar por los pueblos, antes de llegar a su destino final, en las costas de lo que hoy se conoce como Golfo de México, pasó por Cuezcomatepec y subió a la cumbre de uno de los cerros que lo protegen, ahí con tristeza lloró por haber dejado su pueblo, por ese motivo en el lugar donde estuvo sentado no crece vegetación. Y esa tal vez sea la razón por la que a esa cumbre se le conoce en la actualidad, como Tlachinoltépetl (cerro quemado) o Chocaman (lugar de lloro y penitencia).
Ahuilizapan
En la ciudad de Orizaba se cuenta que hace mucho tiempo, en la época de los olmecas (primera civilización mesoamericana), había una guerrera llamada Nahuani, quien llevaba consigo a su amiga y consejera Ahuilizapan (Orizaba), una hermosa águila pescadora. En una de tantas batallas, Nahuani fue vencida, por lo que Orizaba se elevó a lo más alto del cielo y se dejó caer a la tierra. En el lugar en el que cayó, poco a poco se fue formando una montaña hasta convertirse en un volcán. Después de un tiempo Orizaba se acordó de lo sucedido a Nahuani por lo que hizo estallar su furia haciendo erupción en varias ocasiones. Para controlar dicha furia, los aldeanos de aquellos pueblos debían subir a lo más alto del volcán a rendir culto a Nahuani, la eterna amiga de Orizaba.

## Galería

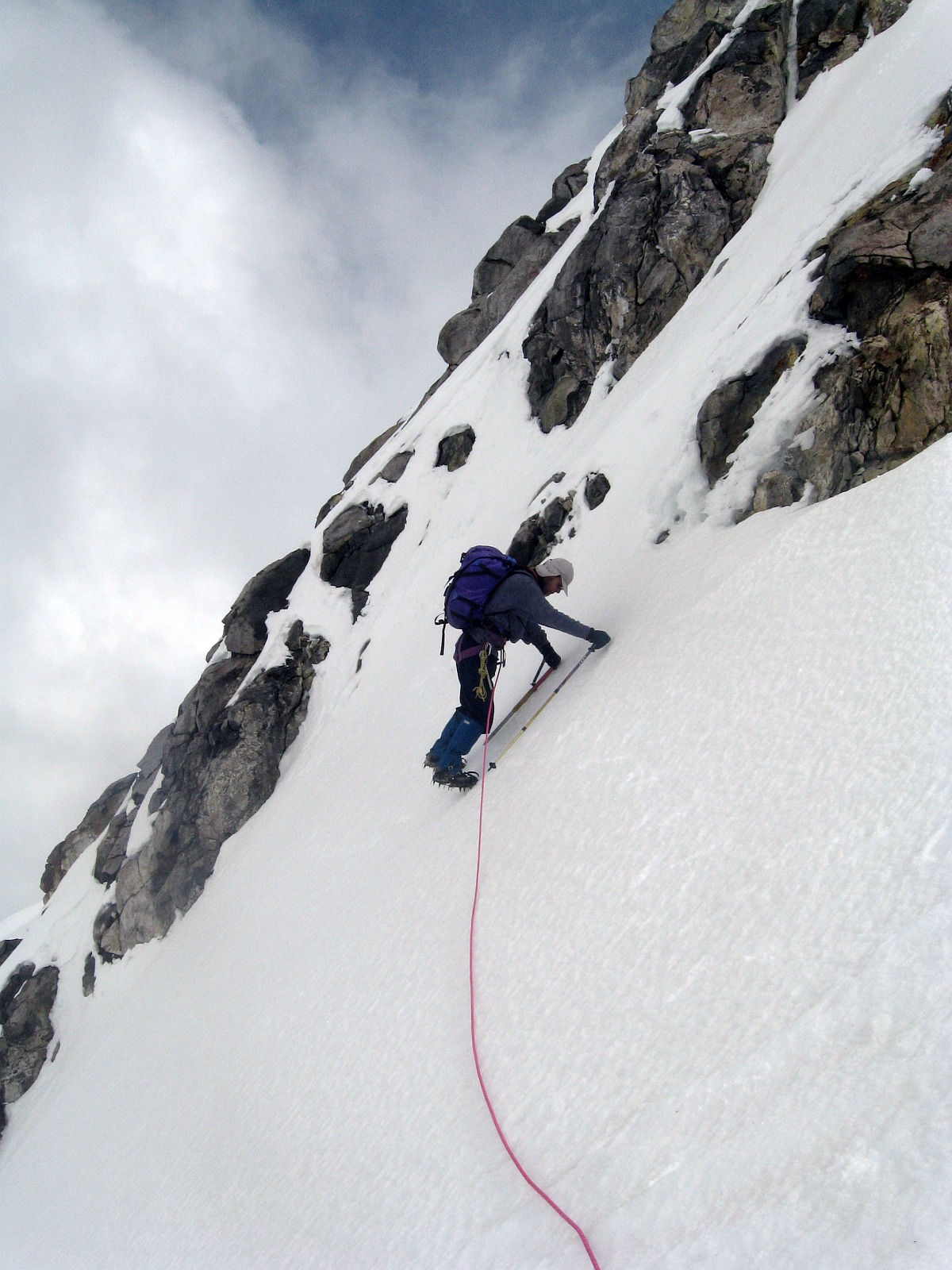
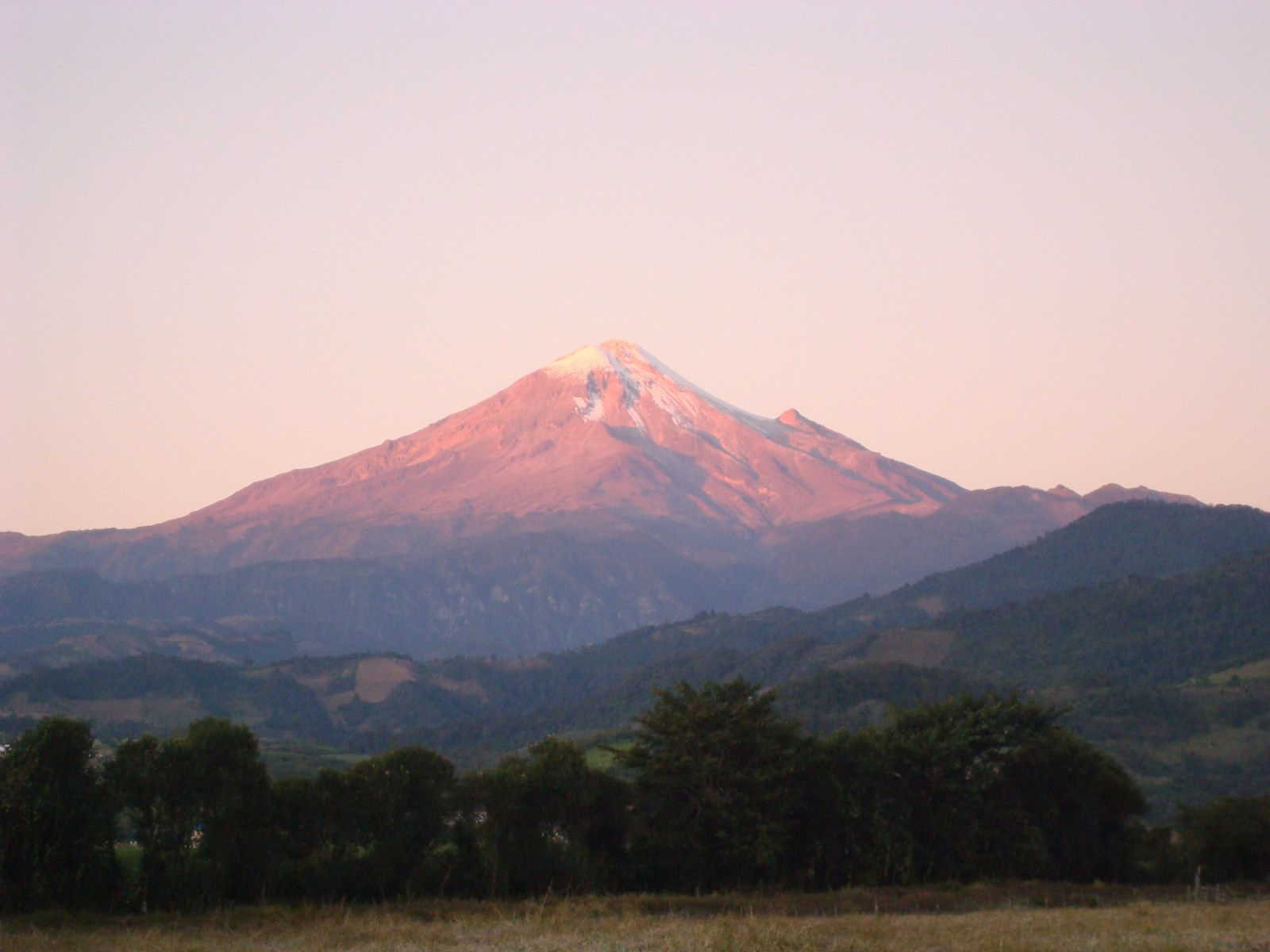
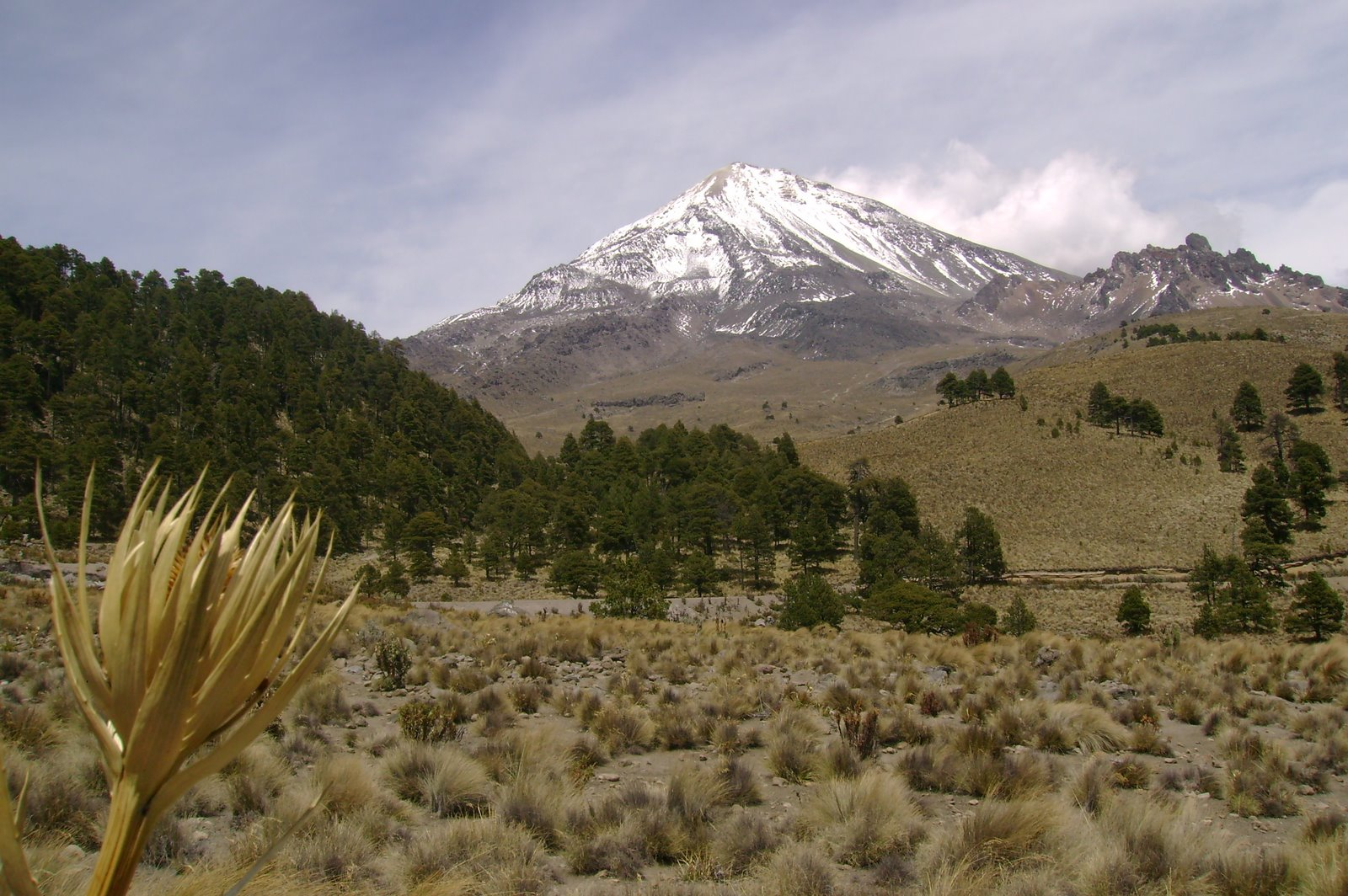
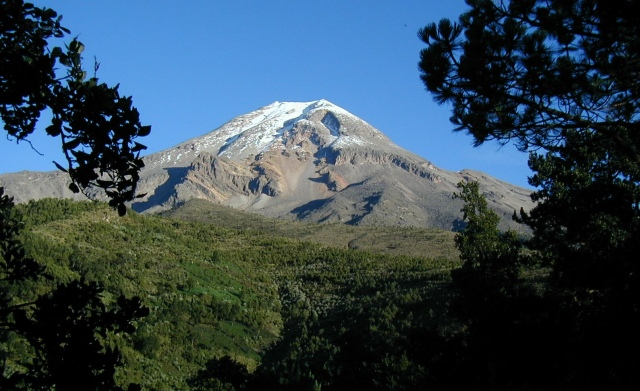
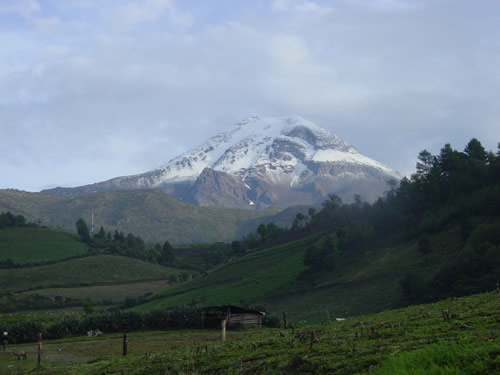
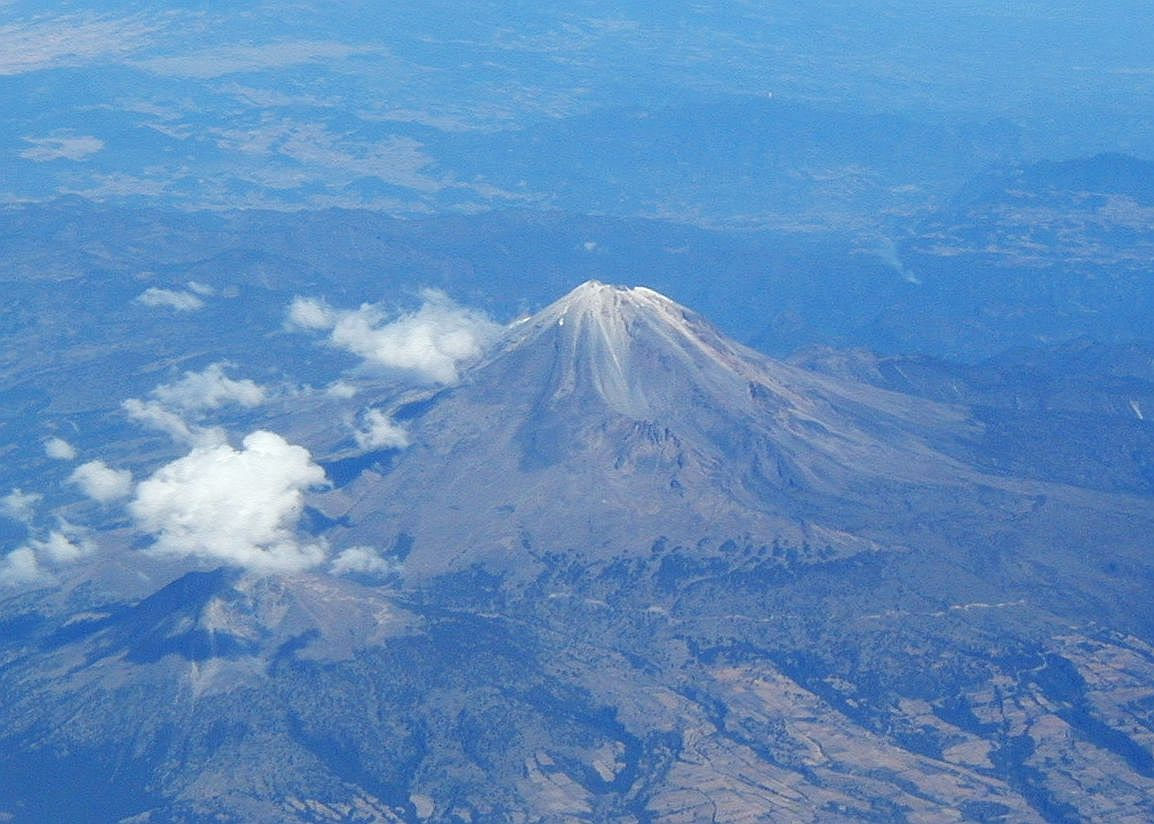
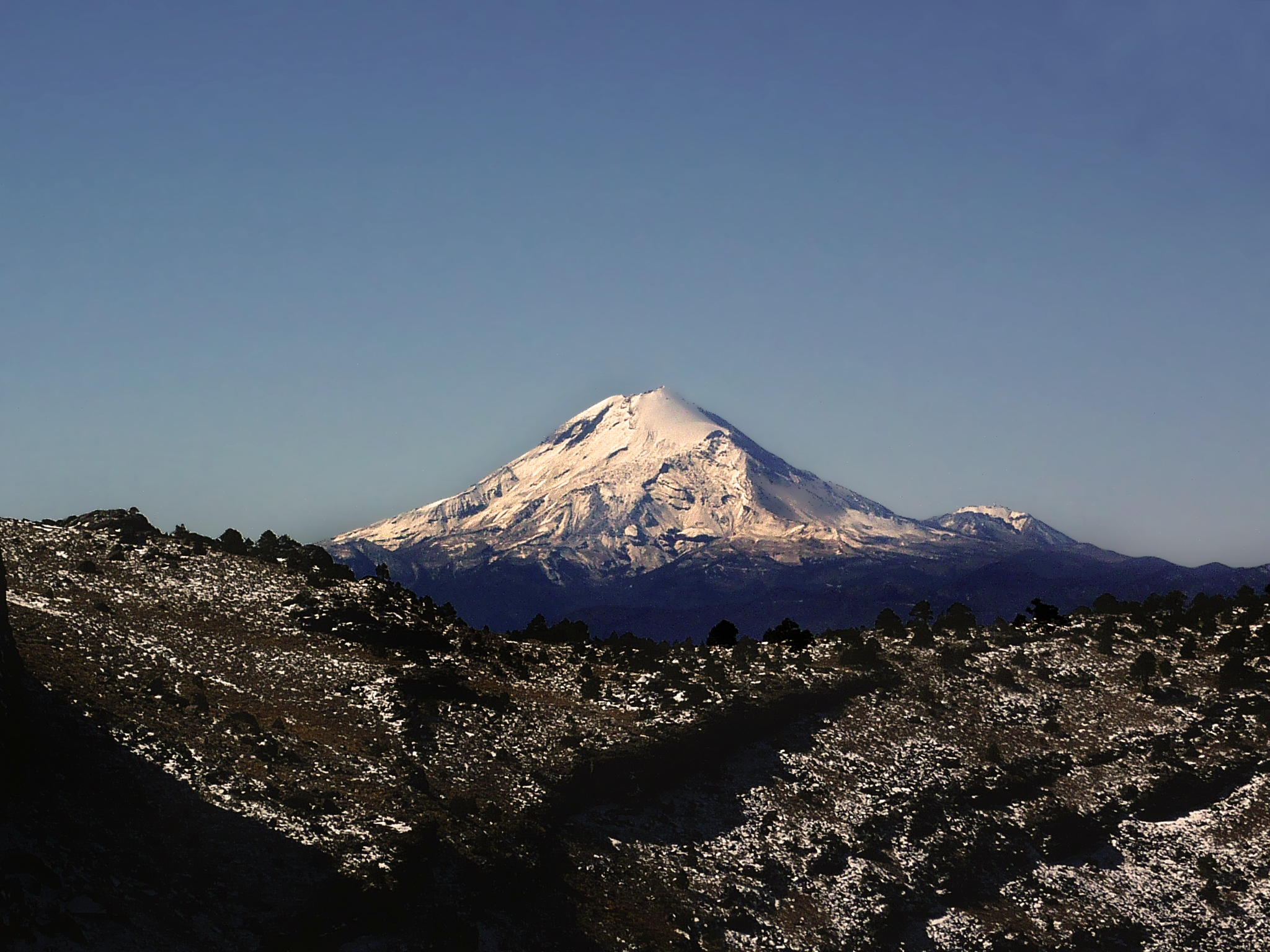
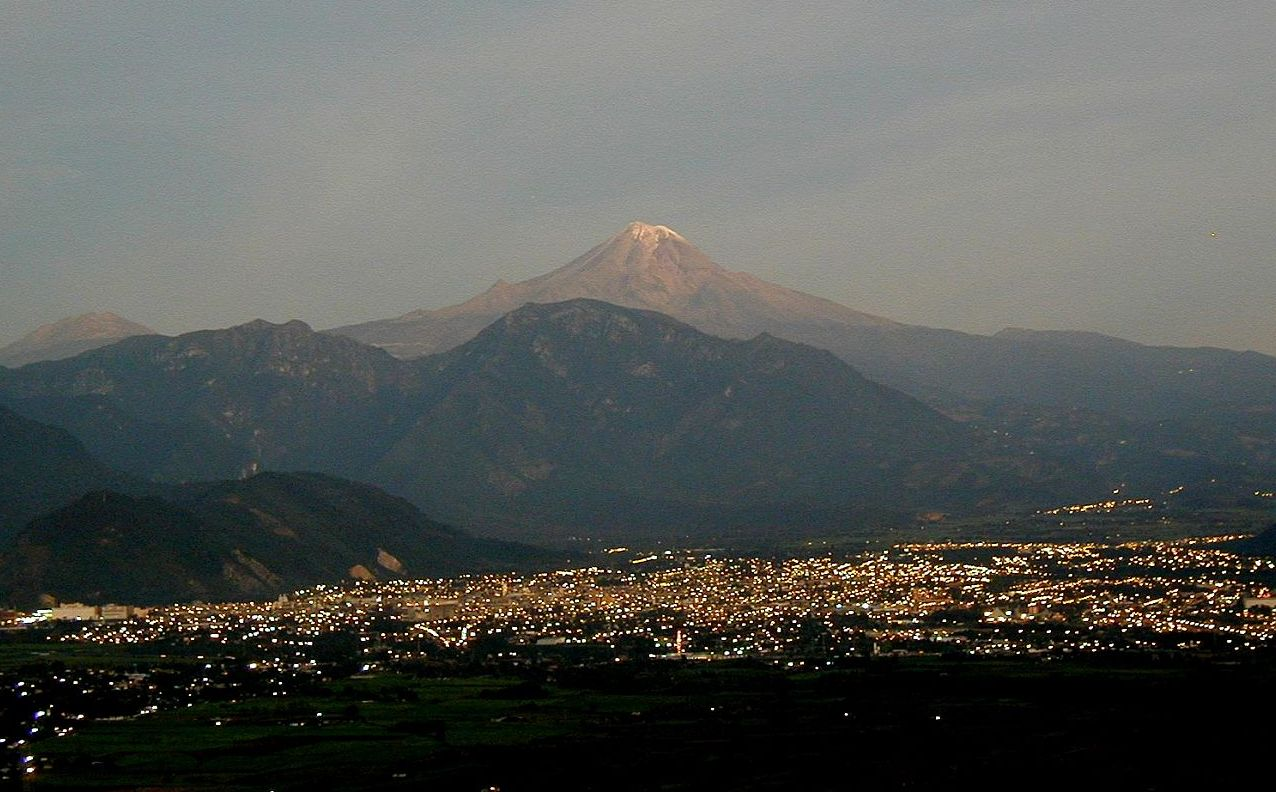
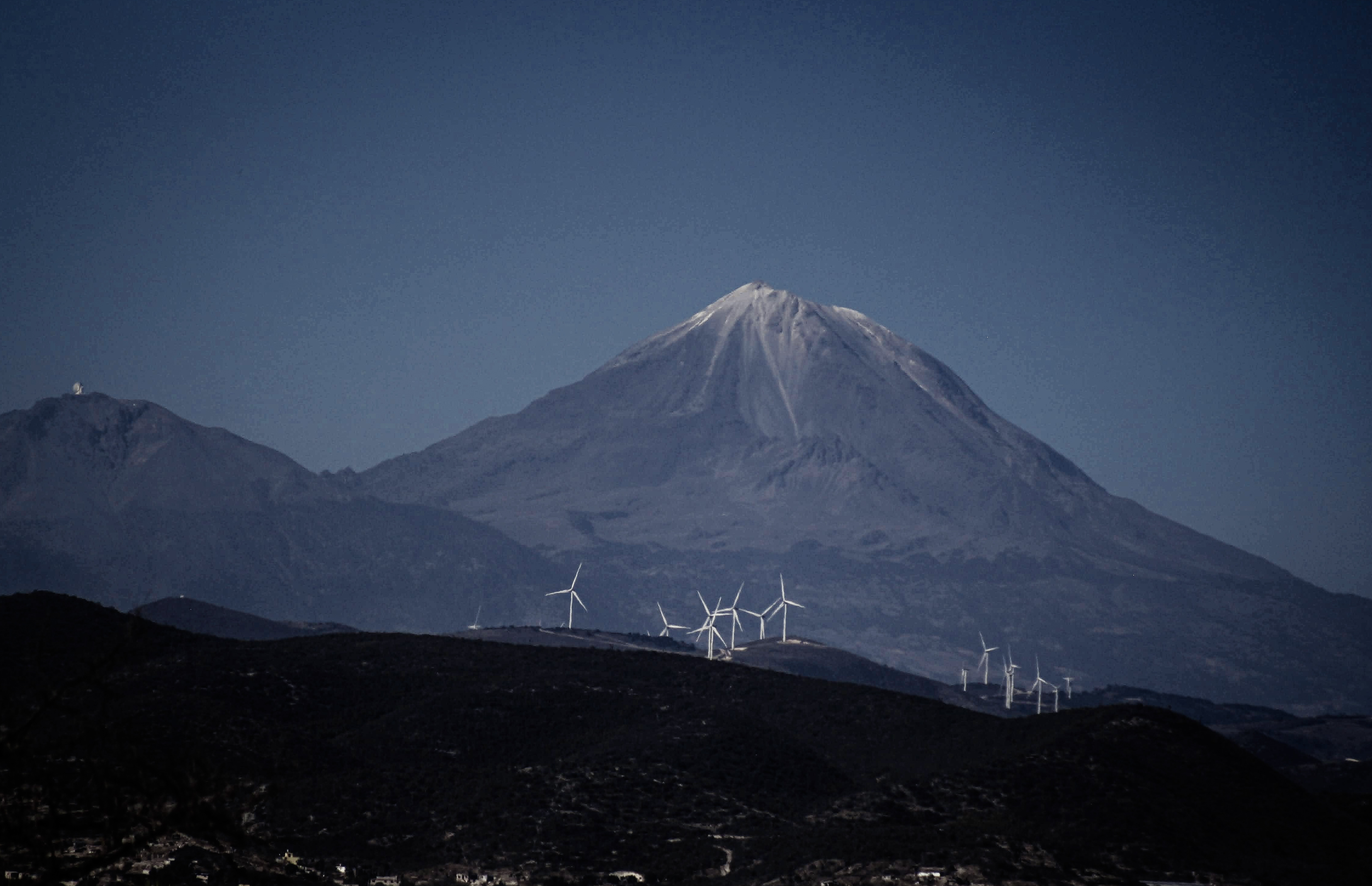
Volcán Citlaltépetl y parque eólico